# Tiosulfat de sodiu
Tiosulfatul de sodiu este o sare stabilă a sodiului, care se formează prin combinarea sodiului cu acidul tiosulfuric (H2S2O3), care este instabil în natură.

## Obținere
Tiosulfatul de sodiu se obține prin amestecul sulfului cu sulfit de sodiu care este în stare de fierbere:
{\displaystyle \mathrm {\ Na_{2}SO_{3}+S\rightarrow Na_{2}S_{2}O_{3}} }

## Proprietăți
Tiosulfatul de sodiu se prezintă sub formă de cristale incolore ușor solubile în apă, la dizolvare soluția absoarbe căldură formându-se un pentahidrat Na2S2O3 · 5 H2O, care este folosit la fixarea filmelor fotografice, sau la albirea hârtiei sau a produselor textile. Soluția este instabilă din punct de vedere chimic cu acidul clorhidric se descompune în Sulf, sare, apă și dioxid de sulf:
{\displaystyle \mathrm {\ Na_{2}S_{2}O_{3}+2\ HCl\rightarrow 2\ NaCl+H_{2}O+S+SO_{2}} }
In procesul de fixare al filmelor nitratul de argint instabil la lumină se transformă într-o combinație stabilă:
{\displaystyle \mathrm {2\ Na_{2}S_{2}O_{3}+AgCl\rightarrow Na_{3}[Ag(S_{2}O_{3})_{2}]+NaCl} }

## Utilizare
Tiosulfatul de sodiu este folosit în arta fotografică unde dizolvă halogenurile de argint, în minerit la extragerea clorurii de argint din minereuri. Reprezintă o alternativă ecologică la cianura de sodiu, fiind utilizat la scală mică  pentru dizolvarea aurului din minereuri. Se mai folosește în procesul de galvanizare, acoperirea metalelor cu un strat de argint sau aur. În medicină ca antidot în intoxicațiile cu cianuri.
În chimie la titrarea iodului, în procedeul numit iodometrie:
{\displaystyle \mathrm {2\ S_{2}O_{3}^{2-}+I_{2}\rightarrow S_{4}O_{6}^{2-}+2\ I^{-}} }.
Mai este folosit și la producerea pernelor termale.
1. ↑  „Tiosulfat de sodiu”, SODIUM THIOSULFATE (în engleză), PubChem, accesat în 19 noiembrie 2016